# Gambelia wislizenii
Thằn lằn núi (Danh pháp khoa học: Gambelia wislizenii) là một loài thằn lằn trong họ Crotaphytidae. Loài này được Baird & Girard mô tả khoa học đầu tiên năm 1852.

## Hình ảnh

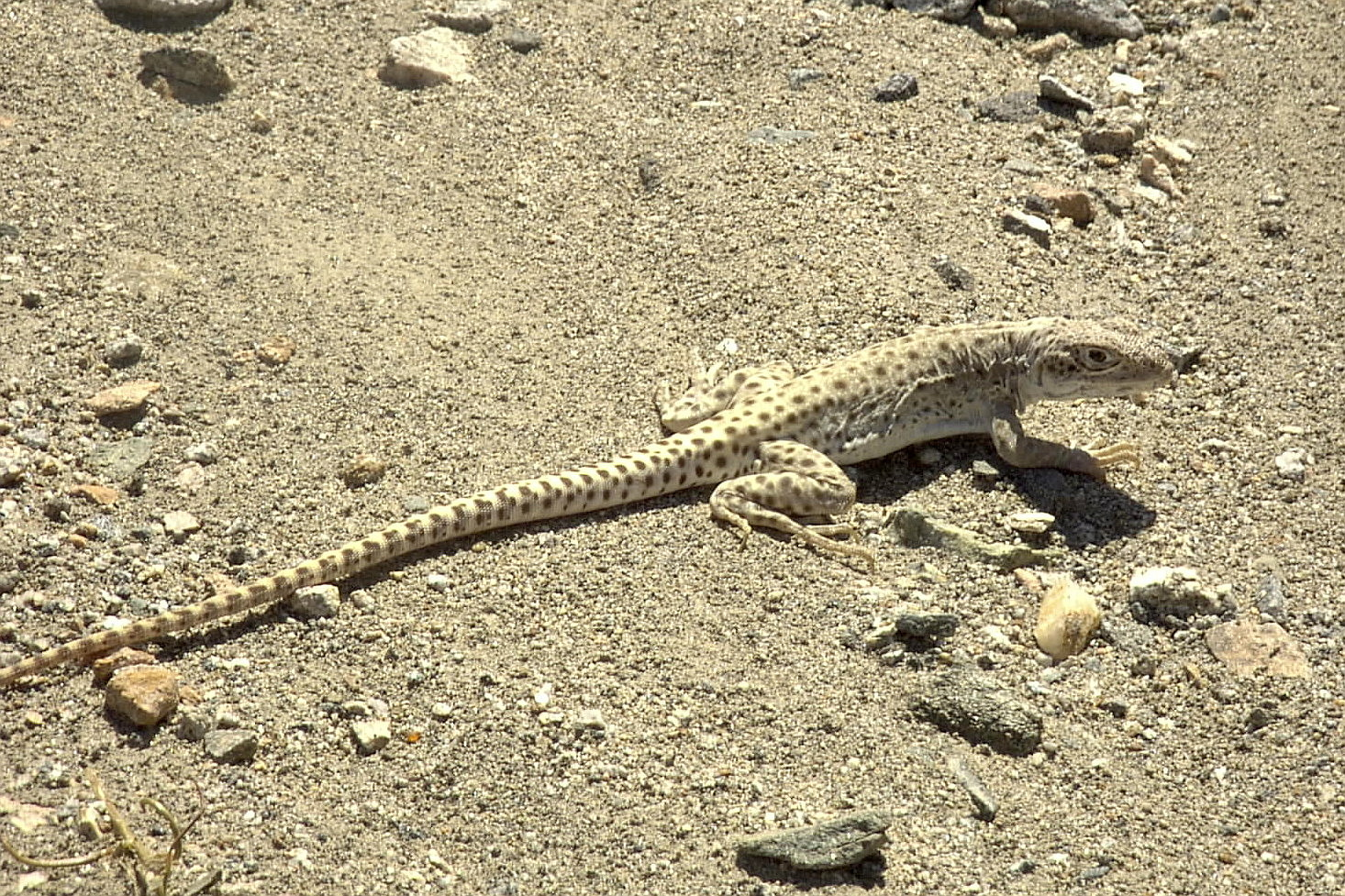
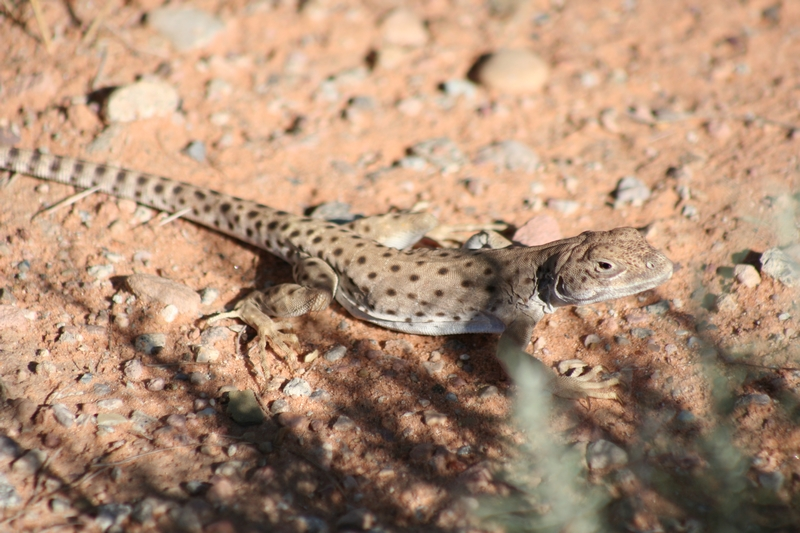
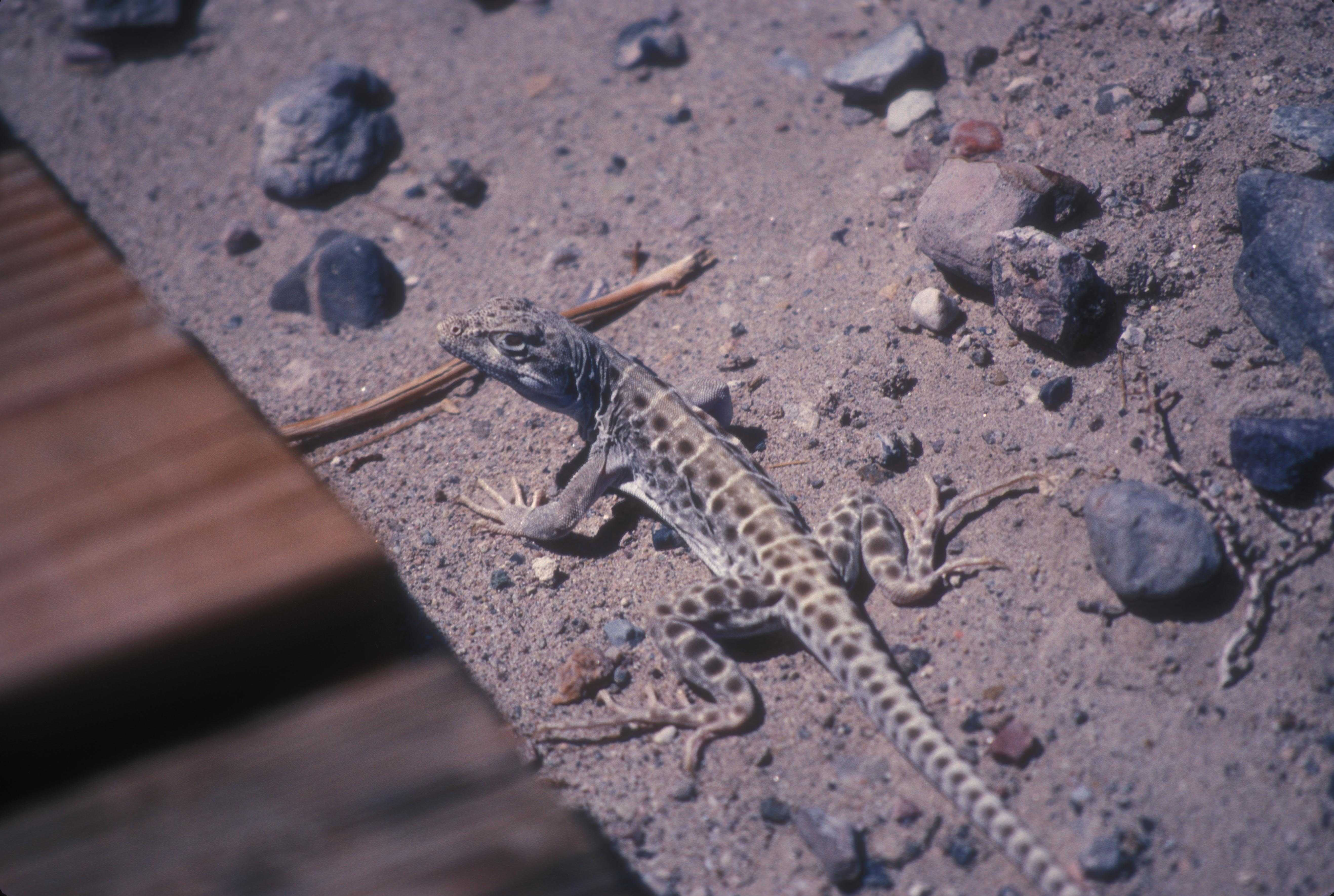
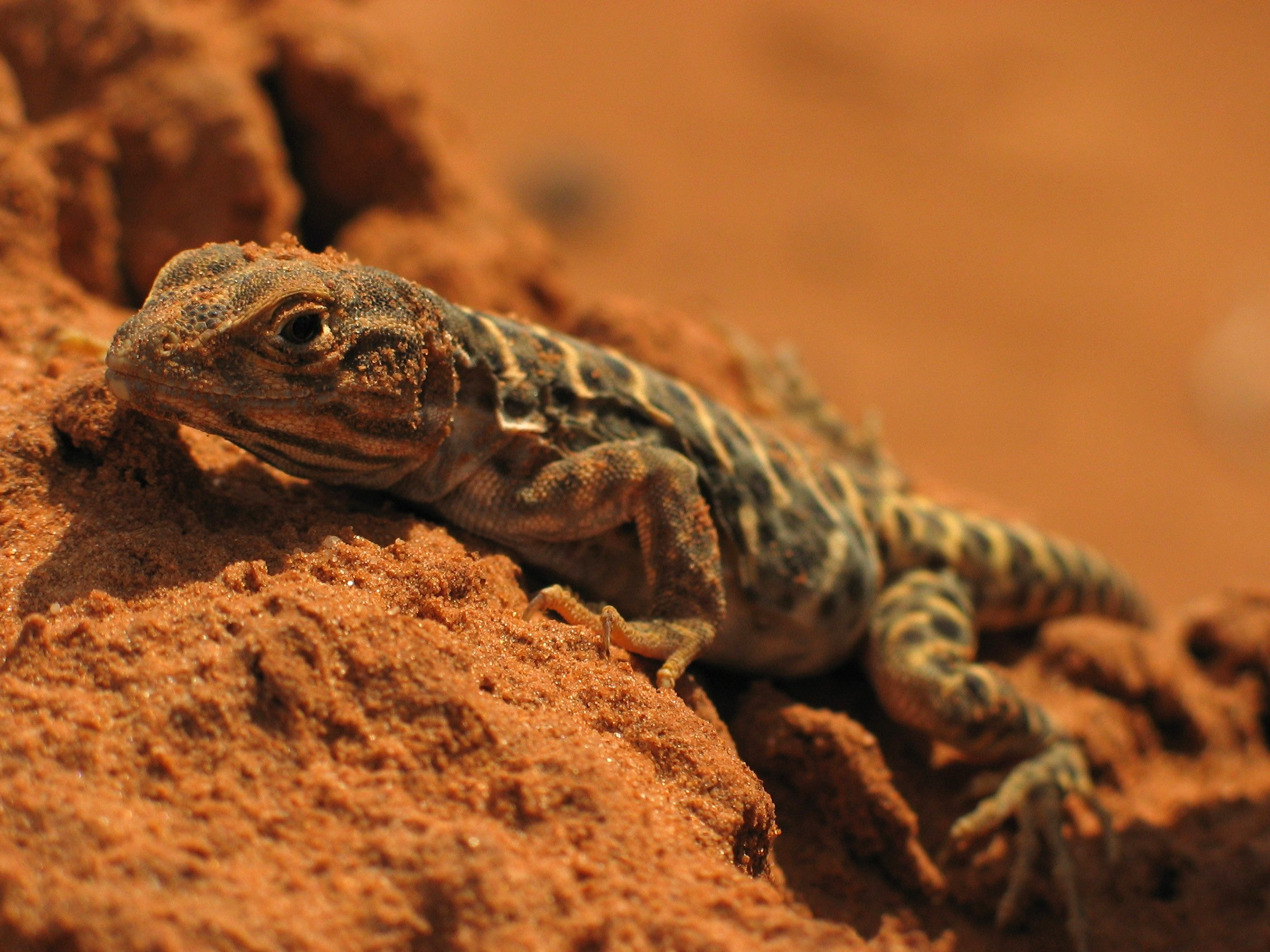